# Tracey E. Bregman
Tracey Elizabeth Bregman est une actrice et mannequin.

## Biographie
Tracey Elizabeth Bregman est née à Munich, son père Buddy Bregman est un musicien américain et sa mère Suzanne Lloyd est une actrice canadienne.
Elle vit à Londres jusqu'à ses 10 ans, sa mère y est actrice. Ils déménagent ensuite en Californie.
Elle se marie avec Ron Recht à l'âge de 23 ans. Le mariage dure de 1987 à 2010, elle donne naissance à deux fils, Austin et Landon.

## Filmographie

### Cinéma
- 1981 : Happy Birthday : Souhaitez ne jamais être invité : Ann Thomerson
- 1982 : Quartier de femmes : Elizabeth
- 1983 : The Funny Farm : Amy Lowell
- 2013 : Misogynist : Rebecca
- 2021 : City Limits : Sophia

### Télévision

#### Téléfilms
- 1978 : Three on a Date
- 2000 : L'Art de séduire : Katherine
- 2012 : Low Lifes : Sabrina
- 2020 : A Very Charming Christmas Town : Miriam Larsen
- 2021 : Swag Town : Hannah Fields

#### Séries télévisées
- 1978-1980 : Des jours et des vies : Donna Temple Craig (166 épisodes)
- 1979 : ABC Weekend Specials : Jill (saison 3, épisode 3)
- 1980 : Le Vagabond : Jib (saison 2, épisode 8)
- 1982 : La Croisière s'amuse : Trish Carruthers (saison 5,épisodes 20 et 21)
- 1982 : Fame : Jenny McClain (saison 2, épisode 9)
- 1983 : L'Homme qui tombe à pic : Carrie Stanford (saison 2, épisode 13)
- 1983 : The Family Tree : Katy Allen (épisode 4)
- 1983 : Gavilan (en) : Susan (épisode 10)
- 1983-1995, depuis 2000 : Les Feux de l'amour : Lauren Fenmore Baldwin
- 1992-1993; 1995-1999; 2000; 2004; 2007; 2022, 2023 et 2024 : Amour, gloire et beauté : Lauren Fenmore Baldwin (377 épisodes)
- 2001 : Spyder Games : Ms. Phillips (épisodes 51 et 55)